# Симмах Капуанский
Симмах (лат. Symmachus, итал. Simmaco; V век) — святой, епископ Капуи (424—440). День памяти — 22 октября.
После смерти святого Руфина, в 424 году Симмах был поставлен епископом Капуи, став преемником Руфина. Он возглавлял епархию Капуи приблизительно шестнадцать лет, до 440 года. О нём сообщается в Proprio Capuano:
Propitius esto, quesumus Domine, famulis tuis, confessoris tui Sancti Symmachi, qui in hoc templo requiescit, gloriosis meritis